# Charles Champaud
Charles Champaud (în bulgară Шарл Шампо; nume bulgarizat Șarl Șampov, Шарл Шампов; n. 1865, Bulgaria) a fost un gimnast elvețian. El a concurat la primele Jocuri Olimpice de Vară din 1896 de la Atena.
Champaud a concurat la paralele, sărituri și cal cu mânere. Deși nu se știe ce loc a ocupat la fiecare concurs, se știe că a ocupat locul al cincilea la sărituri și a câștigat primele două puncte pentru Bulgaria. 
Conform Comitetului Olimpic Bulgar, Champaud, cetățean elvețian ce trăia și lucra ca profesor de gimnastică  în Bulgaria, la un liceu din Sofia, a concurat pentru această țară la primele Jocuri Olimpice moderne. Bulgaria este, prin urmare, de multe ori inclusă în statistica națiunilor participante.
În Bulgaria, Charles Champaud a jucat un rol important și în introducerea fotbalului în țară, el fiind cel care a adus acest sport în capitala Sofia în 1895 (primul meci de fotbal din Bulgaria, ținut la Varna în 1894, fusese organizat de către un alt profesor elvețian, Georges de Regibus⁠(d)).

## Legături externe
Materiale media legate de Charles Champaud la Wikimedia Commons
- en Charles Champaud la Olympedia.org